# 马特森·劳森
马特森·劳森（英語：Matson Lawson，1992年5月6日—），澳大利亚男子游泳运动员。他曾代表澳大利亚参加2014年英联邦运动会游泳比赛，获得男子200米仰泳铜牌。他也曾参加2012年夏季奥林匹克运动会。